# Альярис-Маседа (комарка)
Альярис-Маседа (исп. Comarca de Allariz - Maceda,  галис. Comarca de Allariz - Maceda)  — район (комарка) в Испании, входит в провинцию Оренсе в составе автономного сообщества Галисия.

## Муниципалитеты
1. Альярис
2. Баньос-де-Мольгас
3. Маседа
4. Падерне-де-Альярис
5. Хункера-де-Амбиа
6. Хункера-де-Эспаданьедо